# City of Philadelphia
Die City of Philadelphia war ein früher Transatlantik-Dampfer (1854) der britischen Reederei Inman Line.
Das Schiff lief im Jahre 1854 auf der Werft Tod and MacGregor in Glasgow vom Stapel. Es war, wie fast alle frühen Schiffe der Inman Line, als Schraubendampfer mit Hilfs-Takelage konzipiert und mit 2.100 BRT vermessen. Mit seinem für Inman Liner typischen Klipper-Steven soll es den reinen Segelschiffen jener Zeit sehr ähnlich gesehen haben.
Die City of Philadelphia war nach ihrem Bestimmungshafen benannt, den sie aber nie erreichen sollte. Am 30. August 1854 aus Liverpool ausgelaufen, strandete das Schiff am 9. September 1854 bei Kap Race an der Südostecke von Neufundland und ging verloren. Alle Menschen an Bord konnten gerettet werden.
Dies war der zweite Verlust eines Dampfers binnen eines Jahres für die Inman Line, nachdem im März 1854 bereits die City of Glasgow spurlos verschwunden war. Dies war eine existenzbedrohende Krise der noch jungen Reederei, der zwischenzeitlich mit der City of Manchester nur noch ein einziger Dampfer verblieben war.